# Jeremi (arrondissement)
Jeremi (franska: Jérémie) är ett arrondissement i Haiti.   Det ligger i departementet Grand'Anse, i den västra delen av landet, 200 km väster om huvudstaden Port-au-Prince. Antalet invånare är 170 408. Arean är 818 kvadratkilometer.
Terrängen i Jeremi är kuperad åt nordväst, men åt sydost är den bergig.